# Реар
Реар (фр. Réart) — річка в Руссільйоні, близько тридцяти кілометрів її течії проходять регіоном Східні Піренеї. Річка впадає до Лагуни Сен-Назер.

## Гідрологія
Річка має повільну течію. Часто пересихає, маловодна, дно мулисте. Вода використовується для зрошення окремих аграрних господарст. Повені на Реарі відбуваються рідко, але є руйнівними.